# Ácido triatriacontanoico
Ácido triatriacontanoico (também ácido psílico, ácido pislosteárico ou ácido ceromelíssimo) é um ácido graxo saturado.

## Sais alcalinos
Os sais alcalinos do ácido psílico são precipitados qaundo soluções alcoólicas do ácido e um hidróxido alcalino são misturados. 